# Ясельничий
Я́сельничий (від ясла — «годівниця для худоби») — придворний чин і посада в палацовому господарстві і державному управлінні XV—XVII століть. У XV—XVII століттях — помічник конюшого. За рангом вважався вище стольника, а іноді нарівні з думними дворянами.
Вперше згадується з 1497 року. Першим ясельничим був Федір Вікентьєв. Ясельничий був присутнім разом з конюшим в Конюшенному приказі. За відсутності конюшого його обов'язки виконував ясельничий.
Коли конюшим був Борис Годунов, ясельничого йому в допомогу не було призначено. Після воцаріння Бориса Годунова ясельничі знову стали призначатися.
Ясельничі стежили за царськими кіньми та їх обладунками.
Чин існував до початку XVIII століття .